# Paris Foot Gay
Pour les articles homonymes, voir PFG.
Le Paris Foot Gay est une association fondée en décembre 2003 pour lutter contre l'homophobie dans le football et dans le sport en général et dissoute le 29 septembre 2015.
Si à sa création le Paris Foot Gay était essentiellement une équipe de football, cette activité est devenue annexe et ce sont ses actions de prévention, de pédagogie, de soutien des victimes et de plaidoyer vis-à-vis de l'homophobie dans le sport qui sont prédominantes.

## Historique
Le club est fondé par d'anciens dirigeants de Paris Arc-en-Ciel afin de mettre l'accent sur les actions de lutte contre l'homophobie. Le romancier et animateur radio Brahim Naït-Balk en devient entraîneur, et le club est parrainé par l'ex footballeur professionnel Vikash Dhorasoo et marrainé par la créatrice de mode Agnès b.. Alain Cayzac en devient le président d'honneur en 2007.
Le 29 septembre 2015, le PFG annonce sa dissolution, déclarant dans un communiqué que « face à l'indifférence notable, la peur des institutionnels à s'engager réellement, la honte pour certains à traiter ce sujet, nous devons nous rendre à l'évidence : nous ne parvenons plus à faire avancer notre combat contre l'homophobie ».

## Actions

### Charte contre l'homophobie dans le football
En 2007, le Paris Foot Gay a créé une Charte contre l'homophobie dans le football

#### Contenu
« Les instances françaises du football, les Clubs, associations ou autres organisations signataires de la présente Charte s'engagent à :
- Prendre en compte et reconnaître de manière explicite l'homophobie en tant que discrimination
- Dénoncer et prendre les sanctions adéquates contre toute attitude homophobe, qu'elle se manifeste par un comportement discriminant, par des agressions verbales ou physiques, ou par des propos insultants en raison de l'orientation sexuelle réelle ou supposée
- Promouvoir la diversité dans le milieu du football et assurer la diffusion de messages sur la tolérance, le respect et la dignité, en incluant systématiquement l'orientation sexuelle et la lutte contre l'homophobie
- Apporter aide et soutien aux joueurs, entraîneurs ou autres personnes évoluant dans le milieu du football qui pourraient être harcelés, insultés ou mis à l'écart en raison de leur orientation sexuelle
- Mettre en place un module éducatif sur la lutte contre les discriminations, y compris l'homophobie, à destination de tous les acteurs du football amateur ou professionnel : un éducateur ou un entraîneur se doit d'empêcher ou de faire empêcher toute forme de discrimination et doit par conséquent y être préparé
- Veiller et réagir à chaque signe d'homophobie, et en référer régulièrement aux associations concernées afin de constater l'évolution des comportements dans le milieu du football et d'ajuster les actions à entreprendre. »

#### Signataires
Elle a été signée par la LFP (Ligue de football professionnel) le 8 juin 2008
et par neuf clubs de Ligue 1 et 2, qui sont par ordre chronologique : 
- le Paris Saint-Germain, le 5 septembre 2007, avec en plus la signature d'une convention de partenariat[6]. Jean-Louis Triaud, président des Girondins de Bordeaux, et Pascal Brethes, cofondateur du Paris Foot Gay, lors de la signature de la Charte contre l'homophobie des Girondins de Bordeaux
- l'AJ Auxerre, le 16 mai 2009
- l'OGC Nice, le 7 novembre 2009

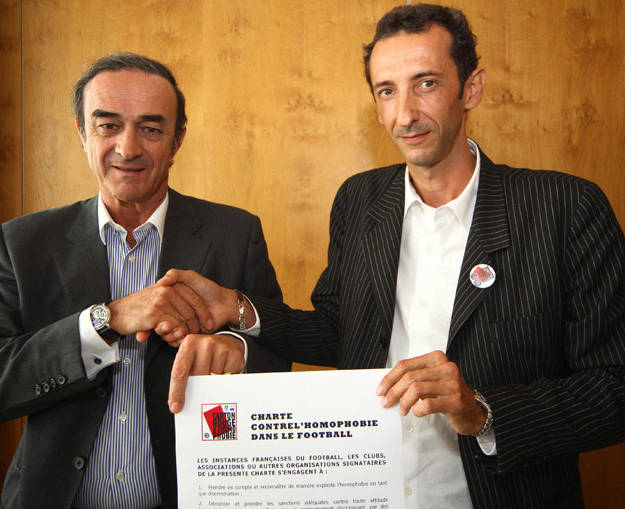
Jean-Louis Triaud, président des Girondins de Bordeaux, et Pascal Brethes, cofondateur du Paris Foot Gay, lors de la signature de la Charte contre l'homophobie des Girondins de Bordeaux

- l'AS Saint-Étienne, le 18 mars 2010[7]
- Montpellier HSC, le 21 juin 2010[8]
- les Girondins de Bordeaux, le 15 août 2010[9]
- Le Havre AC, le 17 février 2011
- Évian Thonon Gaillard Football Club, le 11 mai 2011
- le Stade brestois 29, le 22 novembre 2012[10], avec en plus la signature d'une convention de partenariat
- Chamois niortais F.C, le 3 mai 2013[11], avec la signature d'une convention de partenariat.

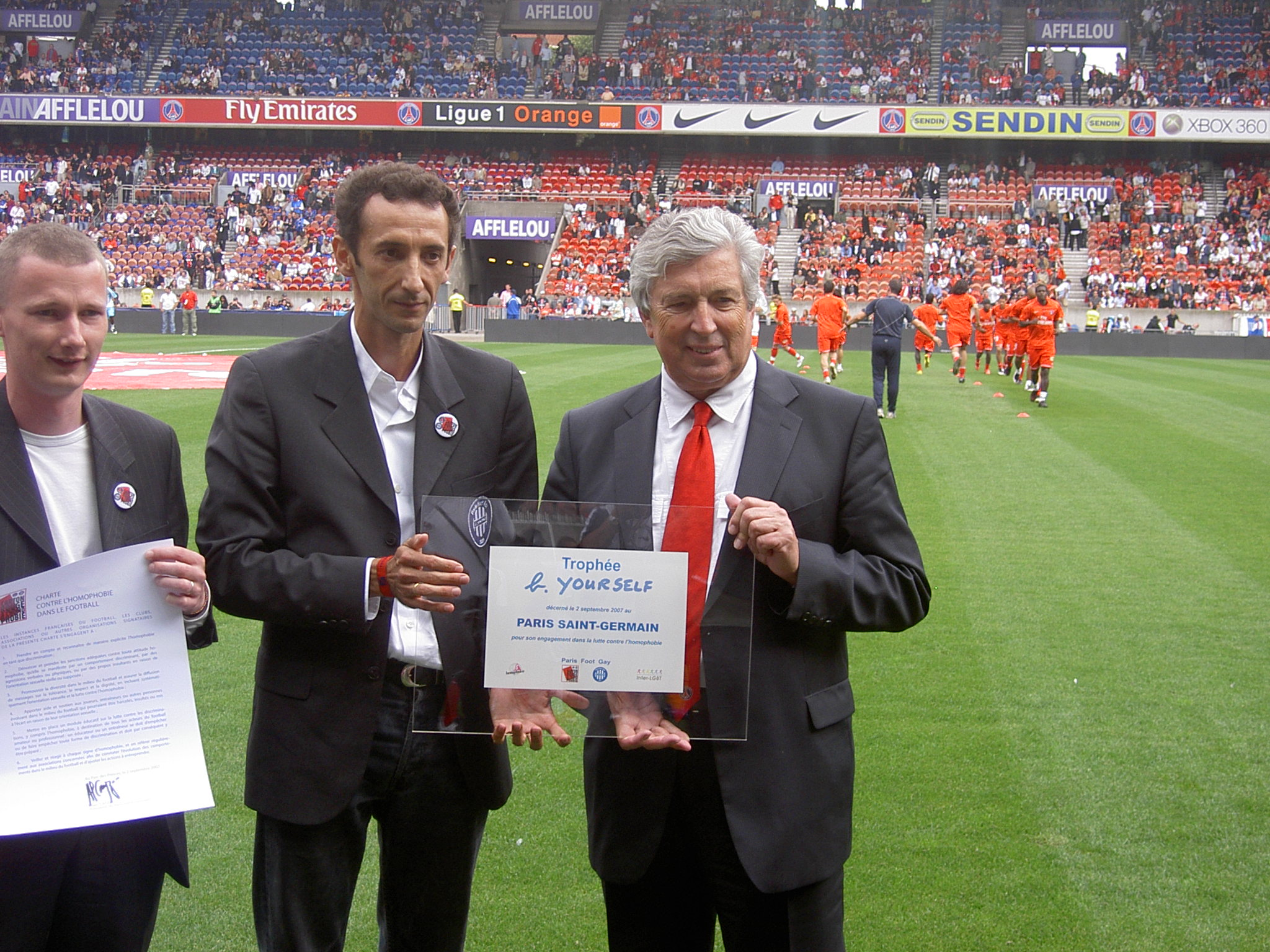
Pascal Brethes (au milieu) et Alain Cayzac (à droite)

En 2004 le Paris Saint-Germain s'engage contre l'homophobie 

Le 5 septembre 2007 Alain Cyazac, président du PSG, signe la Charte contre l'homophobie dans le Football, renforçant ainsi son engagement dans la lutte contre cette discrimination. Ce même jour, le PFG remet au PSG le trophée b.YOURSELF, en remerciement pour toutes les actions menées par ce club depuis trois années.

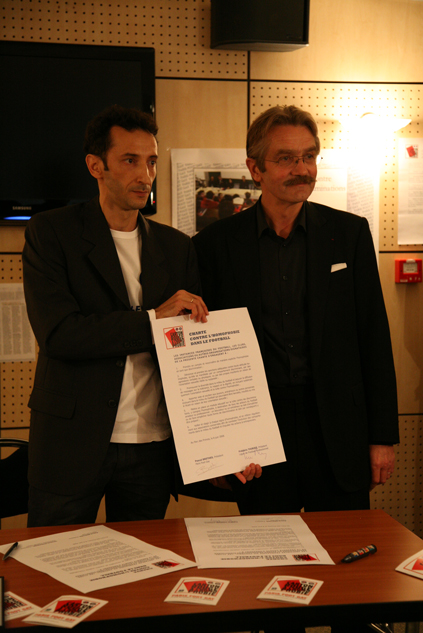
Pascal Brethes et Frédéric Thiriez, président de la LFP

Le dimanche 8 juin 2009 au Parc des Princes, Frédéric Thiriez, président de la Ligue de football professionnel, a signé la Charte contre l'homophobie dans le football, faisant ainsi de la France le 4e pays européen à s'engager contre cette discrimination. En 2010, l'engagement de la LFP est devenu effectif avec une aide financière sur plusieurs années.
Le 28 novembre 2012, le PFG a dénoncé la Charte signée par l'OGC Nice. Ce dernier n'avait pris aucune mesure à la suite de la rencontre Nice-Bastia du 29 septembre 2012 où des supporters niçois, clairement identifiés, avaient lancé des chants homophobes. Ainsi l'OGC Nice ne fait donc plus partie des signataires de la Charte,,.
Cette Charte a également été signé par la Mairie de Paris (30 mai 2011), l'Institut Randstad, le club de rugby Stade Français-Paris (3 juin 2011) et des collectivités locales qui sont Vincennes, Carrières-sous-Poissy, Joinville-le-Pont, Asnières-sur-Seine, Dijon, Évreux, Aubervilliers, Montreuil, Clichy.
Le FC Chooz est un club de football amateur qui a signé la Charte contre l'homophobie dans le football en 2007. En juin 2009, un membre de l'équipe a eu un comportement sans équivoque envers un de ses coéquipiers, Yoann Lemaire, un joueur ayant déclaré son homosexualité. Ainsi le 26 novembre 2009, le Paris Foot gay a dénoncé la Charte contre l'homophobie signée par le FC Chooz, qui ne fait donc plus partie des signataires de la Charte.
Le 27 août 2010, à la suite d'une réunion du comité directoire du club, il a été décidé de ne pas accorder de licence à Yoann Lemaire, membre de ce club depuis quatorze ans. La raison du refus du club est qu'Yoann Lemaire est un joueur homosexuel et que le club ne veut pas subir de nouveaux incidents. Face à cette discrimination, le 7 septembre 2010, le Paris Foot Gay a saisi le CNE (Conseil national de l'Éthique) de la FFF. 
À ce jour[Quand ?],titre du lien le CNE refuse toujours de statuer sur cette affaire.

### Programmeb.yourself
Le PFG fait de l'éducation sa priorité. C'est ainsi que le programme national b.yourself a vu le jour. Il comporte deux volets: 
- actions de sensibilisation auprès des jeunes, dans les établissements scolaires, les centres de formation, les tournois de football…
- ateliers pour les adultes (entraîneurs, animateurs ou autres professionnels et bénévoles du sport), où un module de formation a été mis en place en 2011.

Des objectifs larges président au programme : des interventions sur tout le territoire, l'ouverture à tous les sports et loisirs et la prise en compte de toutes les discriminations, le racisme et le sexisme.

### Le clip «Olivier» contre l'homophobie (2009)
Financé par la LFP (Ligue de football professionnel) et le Paris Foot Gay, réalisé par So Films, il a été diffusé sur les écrans géants du Parc des Princes (Paris Saint-Germain), de Geoffroy-Guichard (Saint Étienne) et de Louis II (Monaco). Il a aussi été diffusé dans plusieurs journaux télévisés (France 3 édition nationale et régionale*)

### Le clip «Carton rouge à l'homophobie» (2011)
Financé par la Mairie de Paris et le Conseil Régional d'Île-de-France, et réalisé par So Films, il réunit pour la première fois des joueurs professionnels de Ligue 1, le président de la LFP et le président de Montpellier Louis Nicollin, qui s'engagent contre l'homophobie. Il a été diffusé par une quarantaine de chaînes de télévision

### Sport et homophobie, c'est quoi le problème?
Il s'agit d'un résumé de onze minutes du documentaire de Michel Royer diffusé sur Canal+
La diffusion de ce film soutient le discours du PFG relayé par des joueurs de premier plan tels que Lilian Thuram, Vikash Dhorasoo ou Olivier Rouyer…
Diffusé le 4 janvier 2010 sur Canal+, ce film lève le voile sur ce tabou, pour la première fois un documentaire de Canal+ aborde la question de l'homosexualité dans le sport.
Michel Royer explique avoir essuyé beaucoup de refus. «Certains acceptaient de parler de leur homosexualité au téléphone, mais pas en public. 
«Le racisme et l'homophobie, je ne vois pas la différence», assure le champion du monde 1998 de football Lilian Thuram.[réf. souhaitée]
Au sein des instances sportives, même si l'homophobie est condamnée, le discours est parfois maladroit. Pour preuve la réponse de Jean-Pierre Escalettes, président de la FFF (Fédération Française de Football), à la proposition de la Charte contre l'homophobie du PFG : «On n'a pratiquement jamais de cas qui se présente pour aller signer une charte pour attirer l'attention sur quelque chose qui n'est pas, heureusement, répandu».
«Avec l'écho qu'a eu notamment l'histoire du Paris Foot Gay, il y a une vraie sensibilisation. La société va plus vite que les décideurs: il y a un gouffre entre le public et les sportifs d'un côté et les instances dirigeantes de l'autre», considère le producteur de Capa, Jean-Marie Michel.

### Enquête nationale sur l'analyse de l'homophobie dans le football professionnel en France
Le mardi 30 avril 2013 se déroulait une conférence de presse à l’Hôtel de Ville de Paris dans le cadre de l’enquête sur l’analyse de l’homophobie dans le football professionnel en France. Aucune étude de ce type n’avait été réalisée auprès des footballeurs professionnels auparavant. Elle a été commanditée par le Paris Foot Gay, réalisée par Anthony Mette, Psychologue du Sport à Bordeaux et financée par l’institut Randstad.
Au total 6 clubs de Ligue 1, 5 clubs de Ligue 2 et 2 clubs de national ont participé à l’enquête (Ajaccio, Bordeaux, Brest, Evian-TG, Paris SG, Saint-Étienne, Auxerre, Caen, Istres, Nantes, Niort, Boulogne et le Red Star) qui ciblée 2 populations distinctes. La première était composée de footballeurs ayant un contrat professionnel. La seconde correspondait aux joueurs évoluant dans les centres de formation. Une troisième population correspondant à des personnes sportifs avait aussi été interrogée dans le but d’avoir un groupe contrôle. Ainsi, 363 hommes sportifs ont répondu au questionnaire, qui était l’outil de mesure de l’enquête, dont 121 joueurs professionnels et 129 joueurs en centre de formations.
Les résultats ont montré que 41 % des joueurs professionnels et 50 % des joueurs évoluant en centre de formation ont des pensées hostiles envers les homosexuels.

### Respect Tous Terrain
Partenariat entre le PFG et la Fondation du Football (2012)
La Fondation du Football vient de lancer sa 5e édition de l'opération « Respect Tous Terrain » via un kit pédagogique destiné aux 1250 clubs qui sont concernés par cette démarche citoyenne.
Pour la réalisation des deux fiches diversité et discriminations, la Fondation du Football a intégré le Paris Foot Gay dans le groupe d'experts et de partenaires (INPES, ADEME, la Prévention Routière et l'Association pour l'Enfance)

## Rencontres sportives
Sur le terrain, l'action du PFG est soutenue par son équipe de football. Il permet à ses membres de jouer ensemble en fonction du seul niveau footballistique et non selon des critères d'orientation sexuelle, d'ethnie ou de religion. Il existe actuellement[Quand ?] 70 % d'hétérosexuels dans ses rangs. En plus des matchs de championnat ou de coupe au sein de la FLA (Football Loisir Amateur), l'équipe représente ses couleurs à l'occasion de rencontres de gala, de lever de rideau ou de tout autre événement. 
Un club de football amateur, Créteil Bébel, a refusé le 4 octobre 2009 de jouer un match contre le Paris Foot Gay « par crainte de subir une instrumentalisation ». La veille du match, le PFG avait reçu un courriel du Créteil Bébel, disant qu'il ne pouvait pas jouer contre eux car le nom du club (Paris Foot Gay) était contraire à leurs convictions religieuses (équipe de musulmans pratiquants). L'équipe de Créteil Bébel a alors été exclue par la Commission football loisir,.
Début 2013, un conflit éclate entre les joueurs de l'équipe et le conseil d'administration. Les joueurs reprochent la gestion opaque de l'association, et le conseil d'administration leur reproche leur absence de militantisme Les joueurs décident de fonder leur propre club, les Panamboyz United. Un accord temporaire est alors signé entre les deux associations pour permettre aux deux parties de terminer la saison dans de bonnes conditions : jusqu'en juin, les Panamboyz disputent le championnat de la FLA sous le nom de Paris Foot Gay . À la fin juin 2013, l'accord n'a pas été renouvelé, les Panamboyz United poursuivant leur aventure de leur côté.
L'équipe est inscrite à la FLA, et continue de participer à des matchs militants. Par exemple :
Le 5 octobre 2013, dans le cadre de la Semaine pour l’Égalité en Essonne, le PFG jour contre le Variété Club de France.
Le 14 mai, un match amical se déroule au Camp des Loges (centre d'entraînement du PSG) contre les élèves du centre de formation industriel de Paris.
Le 17 mai 2014, un tournoi de foot-salle accueille l'équipe à Montreuil, dans le cadre de la semaine contre l'homophobie. 
Le 21 décembre 2014, le PFG rencontre
les clubs de supporters de Girondins, « Marine et Blanc Île-de-France » et « Ultramarines » pour un match au centre
d’entraînement du Haillan.
Tournoi
Dans le cadre d'une convention de partenariat avec le PSG et avec le soutien de la Mairie de Paris, il organise chaque année un tournoi au Parc des Princes, consacré à la lutte contre l'homophobie et toutes autres discriminations au sein du football. Il s'agit d'un événement convivial qui réunit des joueurs de foot professionnels ou amateurs, des artistes, des personnalités politiques et des militants associatifs. Depuis 3 ans, la matinée de cet événement est consacrée à l'accueil et à la sensibilisation de jeunes joueurs (entre 11 et 13 ans). En 2013, le tournoi n'a pas eu lieu au Parc des Princes, en travaux, mais s'est décliné à Dijon et à Montreuil.

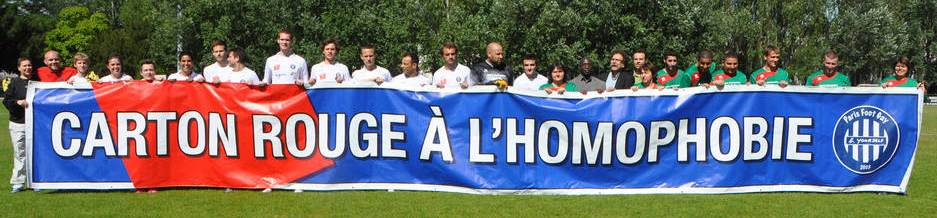
Match contre l'homophobie entre le Paris Foot Gay et Montreuil

## Moyens

### Partenaires
Dans cette lutte contre l'homophobie, quelques associations se sont liées au PFG. Celles-ci sont par ordre alphabétique :
- Artistes Sportifs de Cœur (As de Cœur) (association d'artistes contre les discriminations)
- Centre régional d'information et de prévention du sida
- Football Against Racism in Europe
- b.yourself Provence FC Bollène (club de foot citoyen qui lutte contre toutes les formes de discriminations)
- Fondation du football
- Journée mondiale de lutte contre l'homophobie
- Inter-LGBT (Inter Associative Lesbienne Gay Bi et Trans)
- Ligue internationale contre le racisme et l'antisémitisme
- SOS Homophobie
- SOS Racisme

### Soutiens

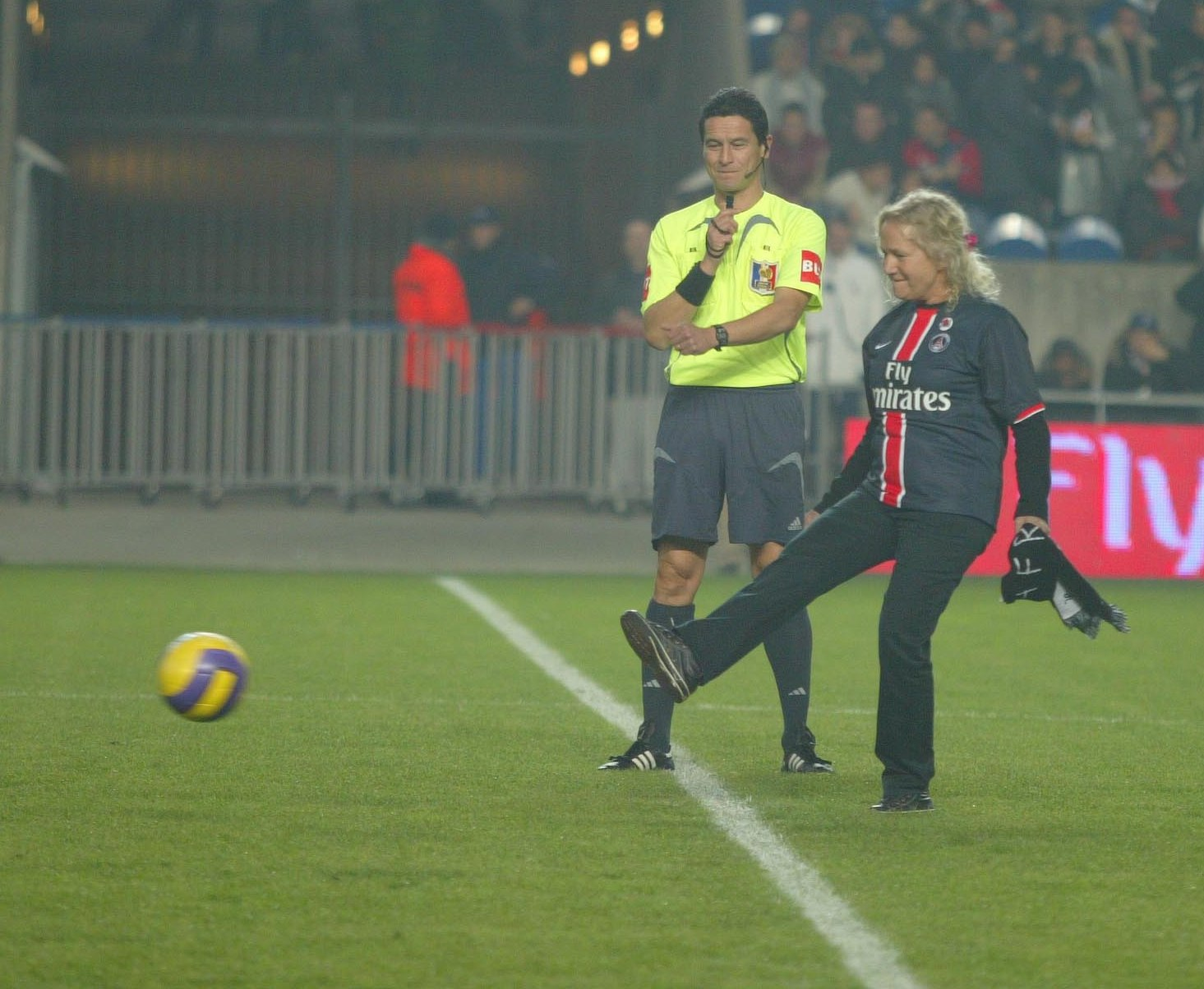
Agnès b. marraine du PFG

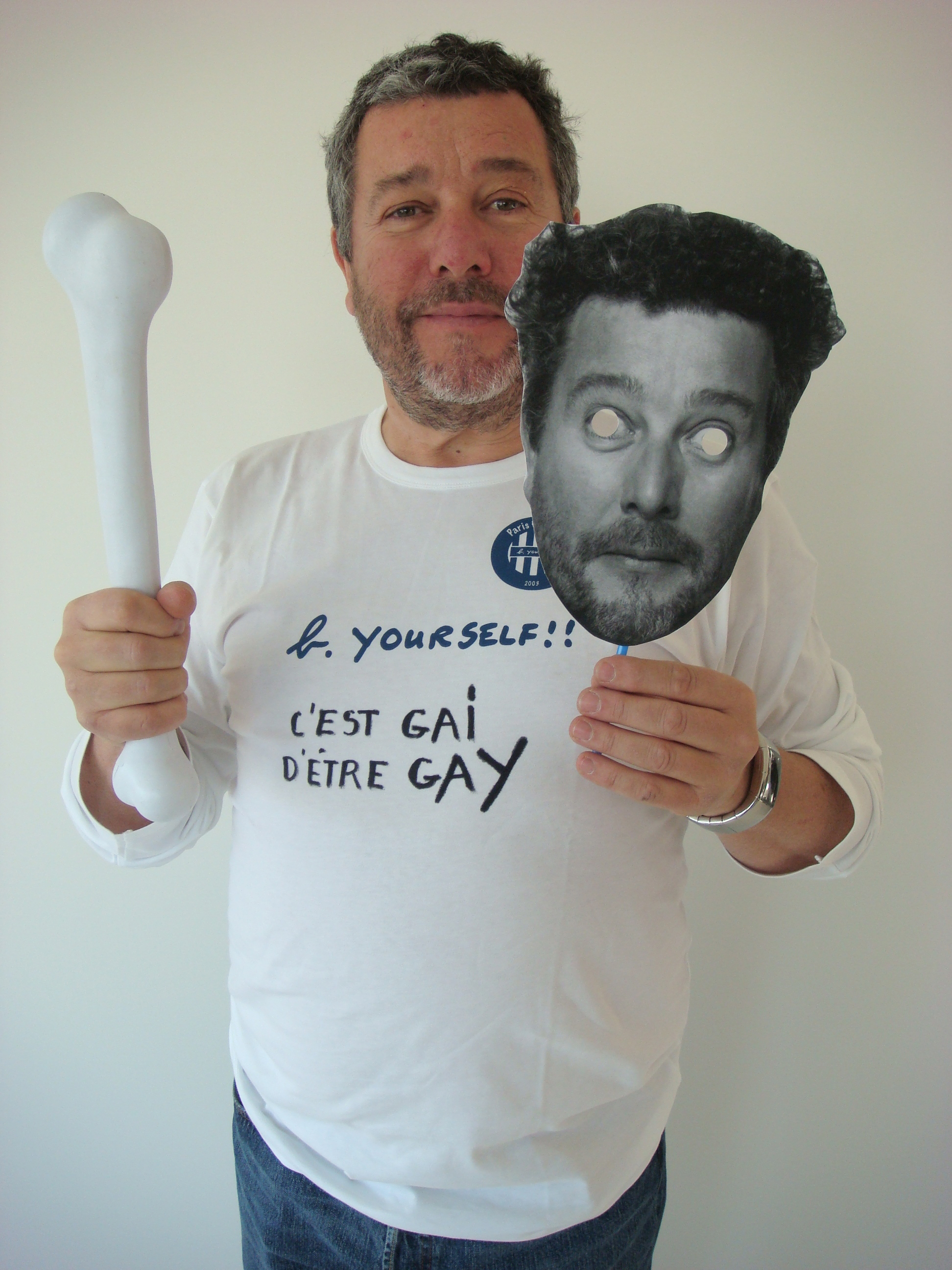
Philippe Starck Paris Foot Gay

Le PFG dispose de plusieurs soutiens lui permettant d'exister. Parmi eux il y a : 
- La Marraine et Mécène du PFG Agnès b
- Le designer Philippe Starck
- Le Ministère des Sports
- La Ligue de football professionnel
- Le PSG,Montpellier Hérault Sport Club,Stade brestois 29
- Mairie de Paris
- Nike qui succède à Baliston comme équipementier du PFG[38]
- L'institut Randstad
- SIS Association (Sida Info Service héberge le PFG dans ses locaux)
- Les villes d'Aubervilliers et de Montreuil

### Nike

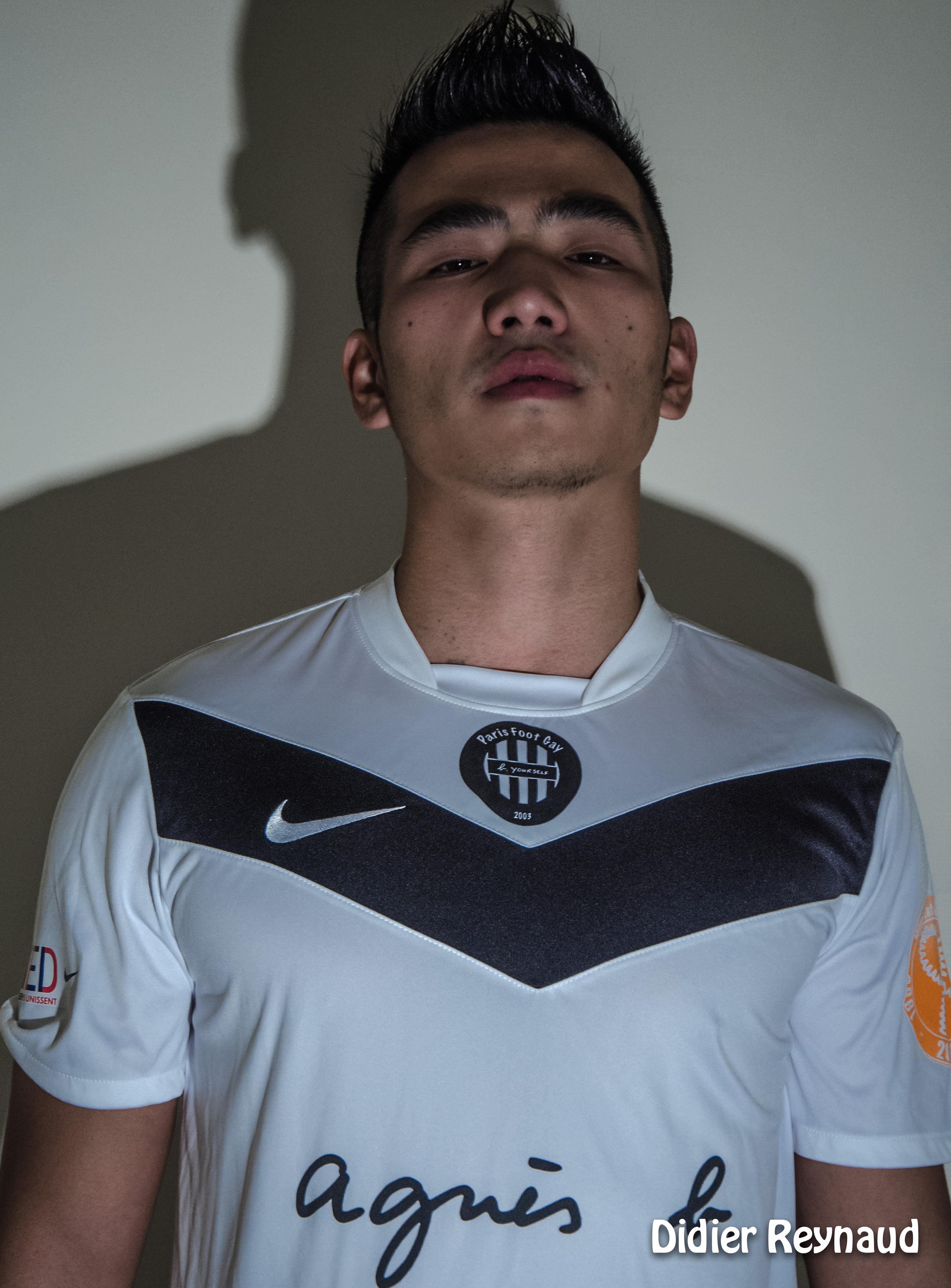
Nouveau maillot PFG sponsorisé par Nike.

Depuis 2012, la société Nike est le nouvel équipementier du Paris Foot Gay. Il succède à la société française Baliston.
Avec son programme « United », Nike déclare que la manière la plus efficace de lutter contre toutes les formes de discrimination est de promouvoir la diversité à travers le football, célébrer les initiatives porteuses de progrès social et valoriser la connaissance et l’appréciation des différences de chacun auprès de tous

## Distinctions

### LICRA d'Or 2007 à Paris
Le 30 août le PFG reçoit un LICRA d'or des mains de la vice-président de la LICRA, Carine Bloch, pour son combat dans la reconnaissance de l'homophobie dans le football.

### Prix Tolerancia 2009 à Berlin
Le 30 avril 2009, les associations Européennes : Maneo (Allemagne), Lambda-WArzawa & Kampania Przeciw Homofobii (Pologne), COGAM (Espagne), SOS homophobie (France) ont décerné au Paris Foot Gay le prix de la tolérance pour ses combats contre l'homophobie dans le foot.

### Prix Pierre Guénin 2012 à Paris
Le Prix Pierre Guénin contre l'homophobie 2012 a été remis par Pierre Guénin le lundi 14 mai 2012 à l'association Paris Foot Gay, au cours d'une cérémonie à la mairie du IVe arrondissement à Paris. Le PFG œuvre depuis dix ans contre l'homophobie dans le sport et pour une meilleure acceptation des différences dans le milieu sportif. Il a été l'initiateur de la Charte contre l'homophobie dans le football.